# Autostrada A13 (Francja)
Autostrada A13 (fr. autoroute française A13 lub fr. autoroute de Normandie) – autostrada we Francji w ciągu tras europejskich E5 oraz E46 łącząca Paryż z Rouen i Caen. Autostrada nazywana Normandzką jest historycznie pierwszą drogą tej kategorii we Francji. Pierwszy projekt został zaproponowany w 1924 przez inżyniera Michela de Buffévent. Projekt napotkał sprzeciw w związku planowanym przejściem przez park Saint-Cloud. Kolejny projekt z 1934, autorstwa Marqueta, zakładał budowę tunelu pod parkiem Saint-Cloud. Prace rozpoczęły się w 1935, a w 1941 tunel był już ukończony. W latach 70. XX w. zmodernizowano połączenie tunelu pod parkiem Saint-Cloud z obwodnicą Paryża (bulwarem peryferyjnym). W pobliżu Paryża natężenie ruchu samochodowego na A13 wynosi 120 tys. aut dziennie.